# Franz Geiler

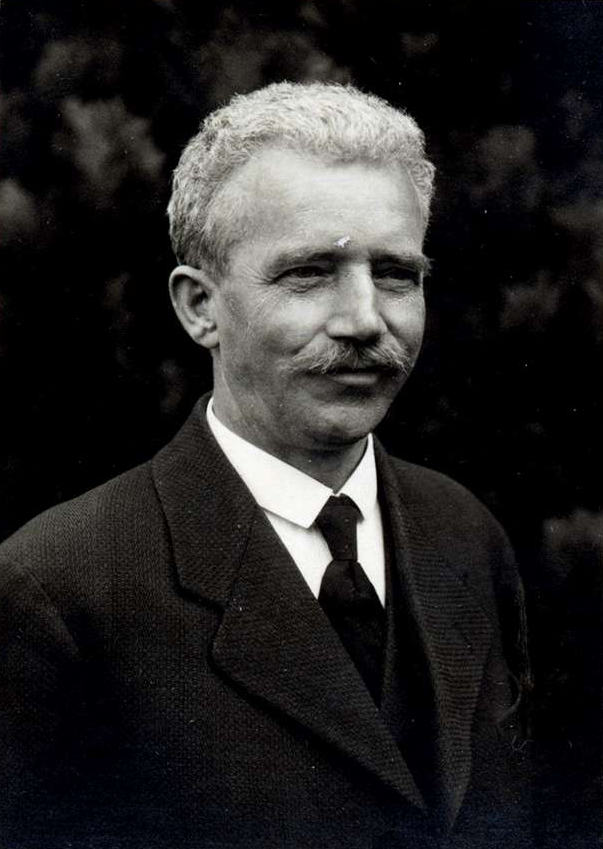
Franz Geiler (um 1933)

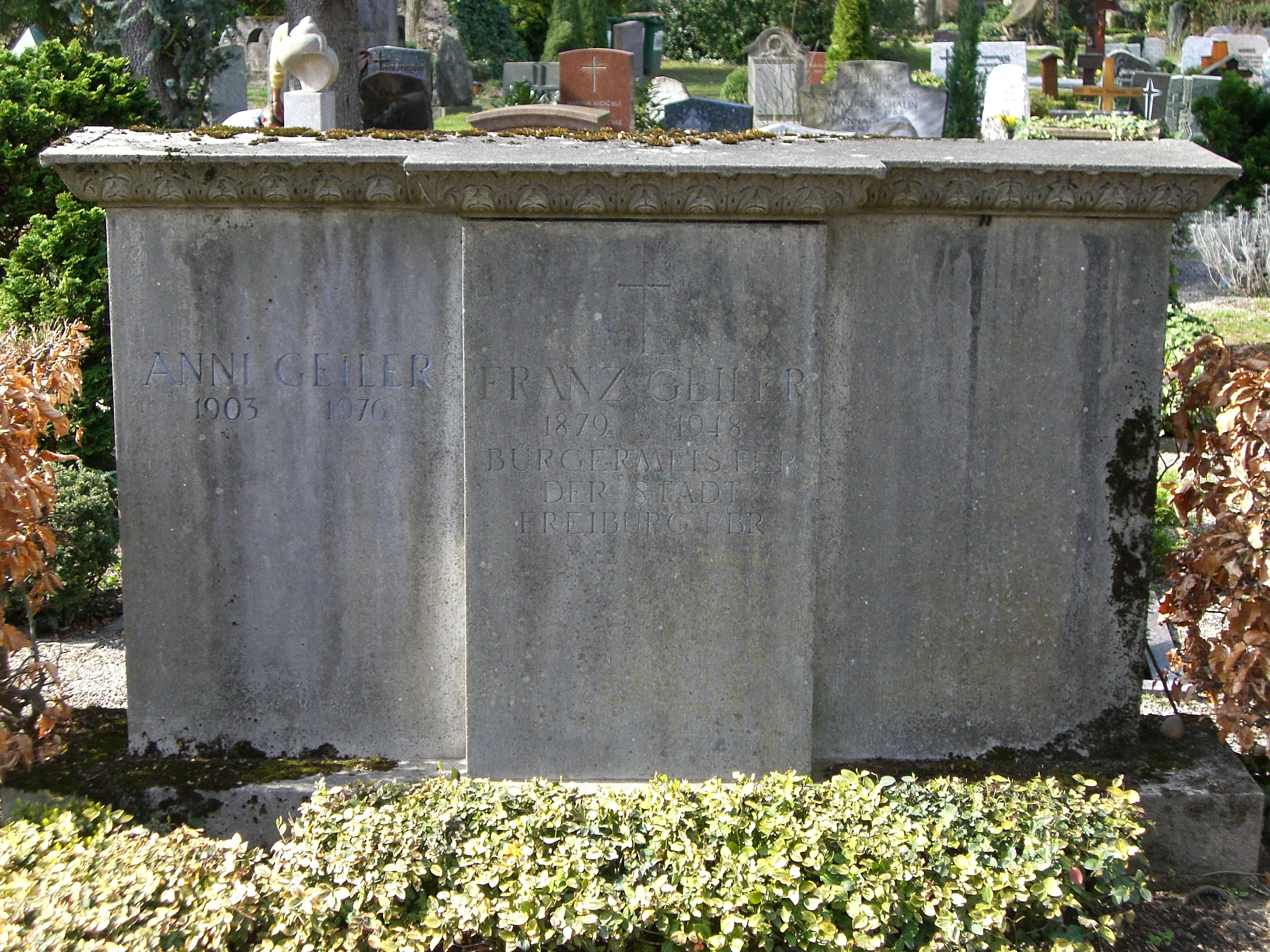
Grabmal Geilers auf dem Hauptfriedhof Freiburg im Breisgau

Franz Geiler (* 14. Juni 1879 in Nesselried; † 14. August 1948 in Freiburg im Breisgau) war ein deutscher Gewerkschafter und Politiker (SPD).

## Leben
Franz Geiler wurde als Sohn eines Tagelöhners geboren. Nach dem Besuch der Volksschule in Nesselried begann er 1893 eine Schuhmacherlehre in Offenburg, die er 1895 mit der Gesellenprüfung abschloss. Er arbeitete zunächst als Schuhmachergeselle, engagierte sich daneben gewerkschaftlich und war von Mai 1906 bis Juni 1912 als Arbeitersekretär in Straßburg tätig. Gleichzeitig wirkte er als Vorsitzender des dortigen Gewerkschaftskartells und von 1906 bis 1908 als sozialdemokratisches Mitglied des Straßburger Gemeinderates. Von Juli 1912 bis März 1913 war er als Arbeitersekretär in Plauen tätig und dort ebenfalls Vorsitzender des Gewerkschaftskartells. Von April 1913 bis August 1914 arbeitete er als Redakteur für die Volkszeitung in Mülhausen (Elsass). Danach nahm er bis Dezember 1918 als Soldat am Ersten Weltkrieg teil.
Geiler war 1919 für kurze Zeit als Redakteur in Offenburg tätig und wirkte von 1919 bis 1920 in gleicher Funktion für die Freie Presse in Lüdenscheid. Im Anschluss arbeitete er von 1920 bis 1930 als Angestellter für den Gemeinde- und Staatsarbeiterverband und von 1930 bis 1933 als Angestellter für den Gesamtverband der Arbeitnehmer der öffentlichen Betriebe und des Personen- und Warenverkehrs in Freiburg. Von 1922 bis 1933 war er Freiburger Stadtrat, 1919 Mitglied der Badischen Nationalversammlung und von März bis Juni 1933 Abgeordneter des Landtages der Republik Baden. Sein parlamentarisches Mandat konnte er jedoch nicht wirklich wahrnehmen, da er nach der Machtübernahme der Nationalsozialisten verhaftet und bis Dezember 1933 im Gefängnis Freiburg sowie im KZ Ankenbuck interniert wurde. Nach dem Attentat vom 20. Juli 1944 wurde er von August bis Dezember 1944 erneut im Freiburger und im Karlsruher Gefängnis sowie im KZ Natzweiler-Struthof festgehalten.
Nach der Beendigung des Zweiten Weltkrieges wurde Geiler im Mai 1945 Vorsitzender des Antifa-Ausschusses in Freiburg. Von November 1945 bis zu seinem Tode amtierte er als Erster Bürgermeister (seit 1946 Erster Beigeordneter und stellvertretender Oberbürgermeister) der Stadt Freiburg. In diesem Amt folgte ihm Fritz Schieler nach. Geiler beteiligte sich an der Neugründung der SPD und war von 1945 bis 1948 Vorsitzender der Freiburger Sozialdemokraten. Gleichzeitig fungierte er als Vorsitzender der Presskommission der Parteizeitung Das Volk sowie als Vorsitzender des kommunalpolitischen Ausschusses im SPD-Bezirk Südbaden. Von 1946 bis 1947 war er Mitglied der Beratenden Landesversammlung des Landes Baden und von 1947 bis zu seinem Tode Abgeordneter des Badischen Landtages. Ab November 1946 bekleidete er in beiden Parlamenten das Amt des Vizepräsidenten. Sein Abgeordnetenmandat wurde von Fritz Schieler, sein Amt als Landtagsvizepräsident von Philipp Martzloff übernommen.

## Ehrungen
- Franz-Geiler-Platz im Stühlinger in Freiburg im Breisgau